# Спатово
Спатово (болг. Спатово) — село в Благоевградской области Болгарии. Входит в состав общины Сандански. Находится примерно в 7 км к юго-востоку от центра города Сандански и примерно в 60 км к югу от центра города Благоевград. По данным переписи населения 2011 года, в селе  проживало 110 человек, преобладающая национальность — болгары.

## Население
| Год     | 1934 | 1946 | 1956 | 1965 | 1975 | 1985 | 1992 | 2001 | 2011 |
| ------- | ---- | ---- | ---- | ---- | ---- | ---- | ---- | ---- | ---- |
| Жителей | 253  | 287  | 304  | 372  | 272  | 231  | 191  | 156  | 110  |

|  |